# Nikon F6
La Nikon F6 è l'ultima fotocamera analogica professionale della Nikon introdotta nel 2004 e prodotta e venduta fino al 2020. 
Dispone di autofocus a 11 aree, motore in grado di raggiungere i 6 scatti al secondo e un originale schermo LCD sul dorso per le regolazioni.
Questa Nikon non ha il mirino intercambiabile, malgrado sia un corpo altamente professionale. Non dispone di molti accessori rispetto ai modelli precedenti. È in grado di operare 'senza fili' con i lampeggiatori Nikon Speedlight SB-600 ed SB-800.

## Curiosità
La Nikon F6, chiamata a volte confidenzialmente "L'Ultimo Imperatore", essendo l'ultima macchina analogica Nikon dell'era a pellicola, è stata anche la protagonista dell'ultimo rullino Kodachrome che la Eastman Kodak ha dato al famoso reporter Steve McCurry.